# Сысоиха (Костромская область)
Сысоиха — деревня в составе Зебляковского сельского поселения Шарьинского района Костромской области России.
До 1 марта 2021 года относилась к упразднённому Заболотскому сельскому поселению.

## География
Расположена у речки Поповки.

## История
Согласно Спискам населённых мест Российской империи в 1872 году деревня относилась к 2 стану Ветлужского уезда Костромской губернии. В ней числилось 11 дворов, проживало 57 мужчин и 86 женщин.
Согласно переписи населения 1897 года в деревне проживало 173 человека (67 мужчин и 106 женщин).
Согласно Списку населённых мест Костромской губернии в 1907 году деревня относилась к Гагаринской волости Ветлужского уезда Костромской губернии. По сведениям волостного правления за 1907 год в деревне числилось 32 крестьянских двора и 199 жителей. В деревне имелись ветреная мельница и кузница. Основным занятием жителей деревни, кроме земледелия был лесной промысел.

## Население
| 2008 | 2010 | 2014 |
| ---- | ---- | ---- |
| 29   | ↘22  | ↘18  |